# Stazione di Augusta
La stazione di Augusta è una stazione ferroviaria posta al km 281+898 della ferrovia Messina-Siracusa a servizio della città di Augusta.

## Storia
La stazione di Augusta fu costruita nel corso della realizzazione della strada ferrata tra Catania e Siracusa.
La stazione venne costruita in un'area pianeggiante alla periferia nord del centro abitato di Augusta in prossimità delle vecchie saline ai piedi del contrafforte montuoso del Tauro. Venne inaugurata il 19 gennaio 1871 contemporaneamente all'apertura al traffico dell'ultimo tratto di 57,8 km di ferrovia tra Lentini e Siracusa. Per raggiungere la città la ferrovia dovette percorrere un'ansa di diversi km, seguendo la linea di costa, che allungò notevolmente il percorso tra le due città estreme. La stazione ebbe presto un buon traffico viaggiatori e un discreto movimento di merci legato alle attività agricole della zona, alle saline e al porto militare. Nell'imminenza dello sbarco in Sicilia subì notevoli danni per i bombardamenti sia aerei che navali ma venne parzialmente riattivata già nel 1944.
Nel secondo dopoguerra iniziò, nell'area a sud della stazione, tra la linea ferrata e il mare, lo sviluppo del porto e la costruzione del petrolchimico con il primo insediamento industriale, la raffineria di petrolio Rasiom del gruppo Moratti, sorta nel 1949. In seguito la stazione subì un riordino del fascio binari e l'elettrificazione. Il traffico viaggiatori subì una forte impennata con l'istituzione di treni pendolari da e per Siracusa alle ore adatte ai cambi turno mentre i collegamenti merci si mantennero piuttosto scarsi visto che il traffico indotto si concentrava nella vicina stazione di Priolo-Melilli.
La dismissione del traffico merci a piccole partite e a carro attuata dalle Ferrovie dello Stato a partire dalla fine degli anni ottanta in favore del traffico a treno completo, unita allo spostamento progressivo del traffico viaggiatori su altri vettori ha coinvolto fortemente anche la stazione di Augusta facendone decrescere l'importanza.
Nell'ambito dei programmi di contenimento delle spese di gestione attuato da RFI, dal 29 settembre 2013 l'apparato centrale elettrico, il binario secondario 4 e i binari di scalo lato Messina sono stati soppressi. È stato attivato inoltre un apparato ACEI telecomandabile e, lo stesso giorno, il binario 3 di circolazione è stato trasformato in binario tronco secondario con paraurti lato Messina.
Dal 15 dicembre 2013 la stazione è esercita in telecomando in seguito all'attivazione del sistema di comando e controllo (SCC) della tratta Agnone- Siracusa

## Strutture ed impianti
La stazione consiste di una serie di fabbricati posti dal lato mare e all'estremità lato Messina del fascio binari.
Il fascio binari è costituito dal primo binario di incrocio e dal secondo di transito per servizio viaggiatori; i due sono separati da un marciapiede munito di pensilina ma sono privi di sottopassaggio. Completavano l'impianto un terzo e un quarto binario per treni merci e uno scalo posto lato mare composto di vari binari tronchi. Il fascio merci è dotato di magazzino merci, di piano caricatore, di sagoma limite e di ponte a bilico da 40 t e 8 m di lunghezza.
In seguito alla ristrutturazione il fascio di binari di circolazione è stato ridotto mantenendo solo il primo e il secondo binario.

## Movimento
La stazione è sempre stata di fermata per tutte le categorie di treni viaggiatori godendo, dagli anni cinquanta in poi, di un forte traffico pendolari legato all'attività delle industrie petrolchimiche e dell'indotto della base militare e del porto. Dagli anni novanta in poi il traffico viaggiatori pendolari è costantemente diminuito.
Alla fine degli anni trenta avevano fermata nella stazione di Augusta 8 treni giornalieri di cui 2 di categoria rapido, effettuati con automotrici ALn 56 e 3 diretti provenienti dal continente e con proseguimento per Siracusa Marittima; un treno misto, di III classe, aveva origine in essa. In senso inverso la stazione offriva fermata a 2 treni rapidi, 5 treni diretti, mentre vi terminava la corsa un treno misto da Siracusa.
L'orario in vigore tra maggio 1981 e maggio 1983 riportava un'offerta di 14 treni giornalieri in arrivo da Catania e in proseguimento per Siracusa e di due coppie di treni aventi origine in essa. In senso inverso, da Siracusa giungevano 13 treni con prosecuzione e 2 coppie che vi terminavano la corsa. Non fermava nella stazione solo il rapido Peloritano da e per Roma Termini.
L'offerta si attestava ancora su 16 treni provenienti da Catania e in proseguimento per Siracusa e di due coppie di treni aventi origine in essa. Da Siracusa, con l'orario 1995-1997, i treni giornalieri erano 16, in prosecuzione e 1 con termine di corsa. Non effettuava fermata nella stazione solo una delle due coppie di treni da, e per, Roma Termini (IC 727/728)